# 魔塔大陸 在世界終結續詠詩篇的少女
《魔塔大陸 在世界終結續詠詩篇的少女》是日本的GUST及万普（現万代南梦宫娱乐）所共同開發的PlayStation 2平台電子角色扮演遊戲，最初於2006年在日本發售，是魔塔大陸系列的第一作。本作為GUST與Banpresto兩大遊戲公司攜手合作的第一款遊戲。本作的人物設計由凪良擔當，藉由潛入系統深入女主角們的內心世界，加深彼此的關係以使女主角們習得魔法，並可取得各式服裝提升不同能力。此外夜話系統及各個調合事件等元素也是本遊戲的特點之一。

## 剧情

### 世界觀
索‧希艾爾（ソル・シエール／Sol-Ciel）
本作的舞台「索‧希艾爾」是由一座巨大的塔「艾爾托內里可」及其周圍環繞的浮遊大陸「荷爾斯之翼（ホルスの翼）」所構成的閉鎖世界。浮遊大陸的下方為「死之雲海」所覆蓋、上空為「暴風層（ブラストライン）」所遮覆。在過去，這個世界也曾擁有過天空與大地、以及高度的科技文明，但這些都已在兩次的災禍之中消逝而去了。第一次是因戰爭中「葛拉斯諾盤（グラスノ盤）」這個設施的崩毀而發生人稱「葛拉斯諾地獄（グラスノインフェリア）」的大慘劇。第二次則是被稱為「詩魔法少女」的種族所發動的反亂戰爭。
事實上，從系列的第二作開始我們可以發現索‧希艾爾亦只是這顆名為「黑太陽」（アルシエル,Ar Ciel）的星球上的一塊地區而已。由於死之雲海的阻隔，使這個世界上的各地域之間難以交流，因而人們便將自己所生活的「索‧希艾爾」認識為「世界」的全體。
艾爾托內里可（アル・トネリコ/Ar Tonelico）
矗立於索‧希艾爾世界中的通天巨塔，是古代與堤爾族合作所建造的音之魔力增幅塔。在二次的大災難中而失去大地的人類，目前僅能依附於塔周圍的浮遊大陸而生活。現今，塔的内部有一群名為「病毒（ウイルス）」的魔物徘徊著。塔的中層「茵姆．菲娜」是一群持有超常力量的「堤爾族（テル族）」所居住的地區，塔上層則有著被稱為聖地的城市「普拉提那（プラティナ）」，下層則是「荷爾斯之翼」的所在處。由於堤爾族的封閉以及思想等等因素，上下層之間並沒有往來。
另外，這座塔同時也供給著次作所在的舞台「梅塔．法爾斯」地區的第二塔「索．瑪爾塔」的導力，以及作為該地區除I.P.D以外的詩魔法少女的詩魔法伺服器。在本作中盤，當艾爾托內里可的機能大部分停止的時候，第二塔地區也因而受到了波及。
艾爾・愛雷米亞教會（エル・エレミア教会）
將源血種的詩魔法少女作為神一般的崇拜，希望藉由信仰來支持人們的心靈的教會。將傳說中的存在－三位源血種詩魔法少女稱作「愛雷米亞三謳神」，期望藉由喚醒並使她們降臨，能為人們帶來幸福。艾爾・愛雷米亞教會將擁有特殊能力的詩魔法少女當作聖女候補而尊崇並予以保護。主要的活動在於進行塔的探索以及前往聖地「普拉提那」，其代表為「法爾斯祭司」。後來在法爾斯祭司死後，總司指派了拉道爾夫作為新的祭司。
天霸
在被稱為「螢火横巷」（ほたる横丁）的塔下層地區開展事業的巨大複合企業。與艾爾・愛雷米亞教會相對，研究並利用艾爾托內里可的古代科學技術，也為此利用詩魔法少女們的力量，並以她們為核心來設立軍隊。由於天霸是塔下層除了教會以外唯一免費供給詩魔法少女用的延命劑的單位，使得許多詩魔法少女不得不因此加入天霸。現在的社長是「亞耶乃・萊薩・埃爾杜克」。
唄石（しょうせき）
唄石是存在於索‧希艾爾世界中一種具有將＂音＂轉換成魔力的結晶，其會無差別地吸收周圍的聲音，並將其化為魔力而放出的危險礦物。最初是由一名月奏，人稱「音科學之父」的男子所發現的結晶。人類將其分類出「吸收」、「増幅」及「放出」等三種特性，並成功的制御了這股力量。經研究後分離出了僅具有吸收特性的「帕拉美諾（パラメノ）」結晶以及僅具放出特性的「葛拉斯諾（グラスノ）」結晶。為了防止結晶的力量遭到濫用，而在塔內設置了稱為「銀號角」的分界器來管理＂音＂的流動。

### 情节
隨著曾經為索‧希艾爾的世界帶來災厄的魔神．謬露誘拐了負責封印它的少女彌紗，潛藏於艾爾托內里可之塔內的病毒生命體開始源源而出。居於塔的上層都市「普拉提那」的騎士萊納，被塔的管理者修蕾麗亞託付尋找對付新種病毒生命體的詩歌水晶（Hymmne Crystal）的使命，因而駕著飛行艇隻身前往塔下層的浮游大陸「荷爾斯之翼」。然而，萊納的飛行艇卻在途中因受病毒攻擊而墜落；身受重傷的萊納在奄奄一息之際與艾雷米亞教會屬下的「詩魔法少女」歐麗卡邂逅，並為她所救。
塔下層的生活與上層有著天壤之別。在下層，與歐麗卡同樣能使用詩魔法的詩魔法少女是備受歧視與差別待遇的種族；詩魔法少女們在出生之際就以能力高下被分級，並依此決定一生的命運。在尋找詩歌水晶的途中，萊納輾轉見識到了世間的種種不合理、教會與野心勃勃的企業「天霸」之間的勢力角鬥等等，進而被捲入了使魔神謬露復活並利用其力的陰謀之中。萊納與他的夥伴們經歷千辛萬苦，終於一步步揭開了意欲終結世界的謬露的真面目……！

## 角色人物

### 主要角色
萊納・巴塞特（配音員：布施雅英（童年為Jun Miruno））
本作的主角，18歲。出身於塔上層的「天空都市」普拉提那，熱血且富有正義感，比起自己總是優先考慮到他人，有著典型的英雄性格，但在感情方面卻遲鈍且優柔寡斷。憧憬冒險，因而不顧作為執政官的父親的反對加入普拉提那騎士團，成為守護塔之管理者・修蕾麗亞的「愛雷米亞騎士」一員。熱愛一種名叫「歐邦奴」（オボンヌ）的點心。
歐麗卡・涅斯特米爾（配音員：宮崎羽衣/歌：霜月遙）
本作的女主角之一。是『第三世代』的詩魔法少女，17歲。在幾年前的『史克瓦德村襲撃事件』中失去雙親而從開朗的性格轉為陰暗、不信任他人。之後成為『艾爾・愛雷米亞教會』的聖女候補，但卻因自身的詩魔法少女能力別為很低的等級D而沒有搭檔，因此妄自菲薄、封閉自己，但在認識開朗樂觀的萊納後逐步解開心中的糾葛，拾回往日的朝氣與有話直說的個性。擁有繆露的嫡系因子（姓氏中的『涅斯特"米爾"』（Nest"Mile"）中暗指謬露"Mule"），因而使塔將她誤認為謬露並令她擁有與繆露同樣的詩歌密碼「MULE_TEIWAZ_ARTONELICO」。但這項巧合也令謬露能夠自由侵入歐麗卡的精神世界，並在其中散播病毒。
彌紗・艾爾托賽利可・玲恩（配音員：野川櫻/歌：志方晶子）
本作的女主角之一。是擁有優越能力的『β純血種』詩魔法少女，外表年齡約12歲。頭腦明晰、學問淵博，個性成熟穩重。對料理、家事也相當拿手，弱點是高處恐懼症以及缺乏運動神經。和萊納同樣出身於普拉提那，但目前因為某些原因而歸屬於企業「天霸」。
實際年齡為18歲。真身是被稱為「星詠」的特殊詩魔法少女，使命是留在位於茵姆．菲娜的祭壇「鎮魂弦月」中持續詠唱封印病毒生命體之詩：鎮魂之鑰（EXEC_CHRONICLE=KEY/.）。然而，她在詠唱時卻受到渴望復甦謬露的波爾多襲擊，並將植於她體內的的「鎮魂之鑰」詩歌水晶強制移除，使她的身體因為遺傳資料缺損而被迫變成了約12歲的女孩模樣。
過去和萊納是青梅竹馬，自孩提時期便暗戀著萊納。在故事中也能看到她為了是否該為了萊納而放棄自己的使命而頻頻陷於兩難。詩歌密碼為「MISYA_FEHU_EOLIA_ARTONELICO」。
修蕾麗亞（配音員：酒井香奈子/歌：みとせのりこ）
本作的女主角之一，在塔的最上層「天之梯」中管理著艾爾托內里可的詩魔法少女。平日身著鏈結甲冑（Linkage），個性冷靜無私且自律嚴謹，並能夠使用遠遠凌駕於其他詩魔法少女之上的強力詩魔法。領導愛雷米亞騎士們驅逐塔內的病毒，是萊納的長官。真實身分是世上僅存的三位源血種的其中一人、傳說中「愛雷米亞三謳神」之一的「愛歐莉亞」本人。與塔是生命共同體，外表是16歲的少女但是實際上已活了739年。
在卸下冑甲之後會流露出公開場合決不會看見的另外一面，比如會在自己管理的塔內迷路（平常倚賴甲冑中的導航系統才不會迷路），戰鬥中會不小心跌倒，以及喜歡兔子等等奇妙的性格。對萊納抱有好感，在她的二進位精神領域中甚至還曾直接向萊納告白過。詩歌密碼是「EOLIA_ANSUL_ARTONELICO」。
蒄爾謝・愛倫狄亞（Krushe Elendia クルシェ・エレンディア）聲優：南條愛乃
15歲。出身於螢火橫巷的飛空艇技師，日夜致力於飛空艇的研究，夢想是完成一架可穿越暴風層到達塔頂的飛空艇，她也對機械及道具製作相當有研究。個性率直活潑，但對錢的事卻相當的錙銖必較，討債時絕不看情面。看似男孩子氣的她，過去似乎也曾有過未婚夫。
傑克・漢密爾頓（Jack Hamilton ジャック・ハミルトン） 聲優：神奈延年
19歲，但是外表年齡卻遠比實際年紀看起來要老的多。以做傭兵為生的流浪槍手，由於長年四處流浪，對於各地的情報相當了解。個性有些輕浮、愛向女性搭訕（卻總是失敗），其實也算是一個可靠的兄長。 事實上是堤爾族出身，本名為亞爾摩尼卡・迪・帕梅利（アルモニカ・デ・パメリ），年輕時對「掟」為最優先的一族感到疑惑而離開茵姆・菲娜。
拉道爾夫・修南傑（ラードルフ・シュナイゼン） 聲優：半田雅和
24歲，是艾爾・愛雷米亞教會所屬的神官戰士，並在進入教會的短短五年間便升任其中最高階的「總司」。是一位非常善良的騎士隊長，並不執著於愛雷米亞三謳神的再度復活，而總是以人們的幸福為優先。在戰鬥中使用長槍，相當有才華，有一個叫做菲瑪的詩魔法少女搭檔，在故事的後半期接替已故的法爾斯而擔任祭司，在廣播劇中可以看出很受女性歡迎。
絢胤・箕嵩（アヤタネ・ミチタカ） 聲優：木部祥太
19歲。「愛雷米亞騎士」的一員，是萊納的同事、朋友。個性是溫和且樂觀的優等生類型，臉上總是掛滿微笑。對料理及打掃等家事很拿手。過去偽裝成傷患而混入普拉提那，並一路攀升至愛雷米亞騎士的地位。事實上他的身分是謬露所創造的病毒生命體，其真正目的是為讓謬露復活。在二代時是以謬露的『心之護』登場。

### 心之護
曇助（どんすけ） 聲優：神奈延年
存在於歐麗卡的精神世界中的「心之護」。自命為歐麗卡的騎士，視守護歐麗卡為重要任務。一開始對外來者萊納不甚歡迎。 原型是克蕾亞送給歐麗卡的布偶，過去在『史克瓦德村襲撃事件』中被遺留在已成廢墟的老家中，在劇情中萊納將其修復並送還歐麗卡。
波摩（ハマ） 聲優：宮崎羽衣
存在於彌紗的精神世界中的「心之護」。原型是萊納在彌紗年幼時贈與的「海風的陶笛（海風のオカリナ）」。個性有點任性愛嘮叨，對外來者相當嚴厲。不過，萊納本人已經忘了曾送過陶笛給彌紗，這對波摩是很大的打擊。

### 堤爾族
莉露拉・羅斯・洛提爾（リルラ・ロス・レーテル） 聲優：Jun Miruno
13歲。居住在茵姆・菲娜的堤爾族少女，是屬於能使用瞬間移動能力的流派，可瞬間移動到塔內探索採集並以此為業。很喜歡傑克，和絲碧卡是舊識（生意往來？）。
弗拉特・羅斯・洛理亞（フラウト・ロス・ロリア） 聲優：木部祥太
外表22歲，住在茵姆・菲娜的堤爾族長老。不信任從下層上來的人類不信任並遵守著「愛雷米亞誓約書」，死守著菲娜之門不讓人類通過，非常尊敬塔絲堤愛拉。和傑克是老朋友，在故事中後期，他開始改變對以往的人生觀而幫助萊納等人打造飛空艇。
塔絲堤愛拉・迪・露（タスティエーラ・デ・ルゥ） 聲優：南條愛乃
外表16歲，實際上約為400歲左右。住在茵姆‧菲娜的堤爾族女性。個性文靜且如活字典般地精通各項事物。因為在建造封印謬露的神器「鎮魂弦月」（クレセントクロニクル）時失去肉體，現在僅存精神體，負責管理菲娜之門與冰之瞳等設施。弗拉特等堤爾族人尊稱她為「老奶奶」，但她本人並不喜歡這樣的稱呼。 在經過長久持續的封印謬露後耗盡魔力，在遊戲最後時將世界託付給萊納等人而消失，若在終盤強行打敗她後直接打敗謬魯的話，則會得到不完美的結局。

### 其他角色
雷亞特・巴爾塞特（レアード・バルセルト） 聲優：銀河万丈
58歲。萊納的父親，現為普拉提那的總帥，政治地位極高。對萊納抱有很高的期待，但萊納本身並不想走政治方面而導致父子失和。
克蕾亞・布蘭琪（クレア・ブランチ） 聲優：塩山由佳
20歲。在空港都市內莫的旅館中經營酒場的女主人。過去曾經隸屬於天霸，和歐麗卡同是出身自史克瓦德村，並且也是具有高能力之B級的第三世代詩魔法少女。不隸屬於天霸或教會，放棄詩魔法少女的身份後為冶癒人們而歌唱。歐麗卡的心之護『曇助』正是克蕾亞所送給她的布偶。
絲碧卡・妮爾（スピカ・ニール） 聲優：ミルノ純
25歲，在螢火橫巷的中心地帶「螢火第一街」中販賣特產「貓糖」。看似滿帶笑容的普通女性，事實上在背地裡高價兜售情報和葛拉斯諾結晶。和彌紗的關係不錯。
莓莓（メイメイ） 聲優：野川櫻
外表17歲。是位於暴風層上空的天文台中工作的女僕機器人。也負責塔的中樞區域的安全機制。沒事時總是處於休眠狀態，即使醒著也是一付睡眼惺忪的模樣。有一個位在電漿之鐘（プラズマベル）名叫奏（カナデ）的妹妹。過去還有一個名叫舞（マイ）的妹妹，在謬露反叛時隨著電漿之鐘右舷的被壊而一起消失了。
亞耶乃・萊莎・艾爾杜克（アヤノ・ライザー・エルデューク） 聲優：塩山由佳
36歲。複合企業天霸的女社長。。個性豪爽且不拘小節，也是一個大胃王、喜歡螢火橫巷的招牌飯－勁力定食：過去也曾是有名的冒險者，相當的有人望，但對文書、經營相當棘手，以至於讓波爾多有機會胡作非為。
波爾多・雷德（ボルド・レード） 聲優：河相智哉
33歲。複合企業天霸的第二號人物。武鬥派的野心家，將詩魔法少女當作工具般的利用。在得知過去的詩魔法少女控制計畫後企圖將謬露復活而與有相同企圖的法爾斯祭司聯手要殺害星詠，但因為覬覦彌紗的力量而只將她綁架。
法爾斯祭司（ファルス司祭） 聲優：加勢田進
72歲。任職在艾爾・愛雷米亞教會的祭司，是教會組織的領導人。事實上原是出身於普拉提那，與雷亞特是朋友。曾是普拉提那的技術官僚，研究已失傳的塔技術，因而得知謬露的強大力量而欲使其復活，故被普拉提那放逐。逃至荷爾斯之翼後將同調及詩歌水晶等技術公開而廣受人民愛戴，但私底下仍企圖讓謬露復活並取得塔失傳的技術。本名是卡耶魯‧庫蘭西（カイエル・クランシー）。
繆露（ミュール） 聲優：宮崎羽衣 / 歌：みとせのりこ
寄生於塔中的病毒生命體，對塔的中樞持續的送出病毒。
其真身是出生於第二紀末期，約400年前的β純血種詩魔法少女，擁有最高的能力、甚至與修蕾麗亞相比有過之而無不及。詩歌密碼以及本名是「MULE_TEIWAZ_ARTONELICO」，實際上根據本人的說法，中間名是假名，因為原本的密碼「MULE_FEHU_EOLIA_ARTONELICO」中的「FEHU_EOLIA」意味著「從屬於愛歐莉亞之下」讓她感到不快而自己修改詩歌密碼，現狀下兩個名稱似乎都是有效的。
在培養的期間，為了防止對人類的反叛而被抹消了關於自我的一切，甚至連感情都被人類用盡一切辦法消去。在這些悲慘的人體實驗的盡頭就是被幽閉於裝置「銀號角」之中，僅僅是作為「高效率的詩魔法產出道具」而被人類利用著。隨著她的自覺與感情的成長，讓她對人類產生了強烈的憎惡。結果，她利用自己的強大力量，帶領詩魔法少女進行叛亂，使荷爾斯右翼因而墜落，造成了第二次的大災禍。在該時被修蕾麗亞及塔絲堤愛拉利用「鎮魂弦月」予以封印，但她的精神體還是成功的躲進了二進位領域中，繼續以病毒的形式活動，直到負責詠唱詩歌「鎮魂之鑰」的詩魔法少女「星詠」出現，才抑制了她的活動維持和平。
為本作的最終頭目。從廣播劇以及本作的續篇中可以知道，她在最終決戰後離開了索‧希艾爾，而去某處旅行，在該處發生了後續的劇情。

## 音樂
遊戲中詩魔法少女們所詠唱的詩歌（ヒュムノス/Hymmnos）加上主題曲《謳う丘-Harminics EOLIA》在內共有12首歌曲，另外還有2首未在遊戲中登場的曲目。每位詩魔法少女的演唱者為：
歐麗卡（オリカ）：霜月はるか
| 曲名                         | 遊戲中的登場時間                             | 收錄專輯         |
| EXEC_LINCA/.                 | 第2章用於連結塔的詩                          | 月奏～ツキカナデ |
| EXEC_PAJA/.#Orica extracting | 第1章排除病毒用的詩（歐麗卡）                | 月奏～ツキカナデ |
| EXEC_RE=NATION/.             | 第3章使塔的機能再起動的詩                    | 月奏～ツキカナデ |
| EXEC_PHANTASMAGORIA/.        | 結尾中歐麗卡、彌紗及修蕾麗亞集結眾人思念的詩 | 月奏～ツキカナデ |
| 月奏～ツキカナデ～           | 未在遊戲中登場                               | 月奏～ツキカナデ |

彌紗（ミシャ）：志方あきこ
| 曲名                         | 遊戲中的登場時間                             | 收錄專輯         |
| 謳う丘～Harminics EOLIA      | 遊戲主題曲                                   | 星詠～ホシヨミ   |
| EXEC_CHRONICLE=KEY/.         | 第2章，封印謬露的詩：鎮魂之鑰                | 星詠～ホシヨミ   |
| EXEC_PAJA/.#Misya extracting | 第1章用以排除病毒的詩（彌紗）                | 星詠～ホシヨミ   |
| EXEC_HARMONIUS/.             | 第3章中蘊藏謬露所織紡之思念的詩              | 星詠～ホシヨミ   |
| EXEC_PHANTASMAGORIA/.        | 結尾中歐麗卡、彌紗及修蕾麗亞集結眾人思念的詩 | 月奏～ツキカナデ |
| 星詠－ホシヨミ               | 未在遊戲中登場                               | 星詠～ホシヨミ   |

克蕾亞（クレア） ：石橋優子
| 曲名           | 遊戲中的登場時間                  | 收錄專輯       |
| York of love   | 第1章克蕾亞闡述歌所持有的真正力量 | 星詠～ホシヨミ |
| そよかぜのうた | 第1章克蕾亞讚美世界的歌           | 星詠～ホシヨミ |

修蕾麗亞（シュレリア）、謬魯（ミュール） ：みとせのりこ
| 曲名                  | 遊戲中的登場時間                                  | 收錄專輯         |
| EXEC_SUSPEND/.        | 第2章將塔機能停止的詩，同時也會使修蕾麗亞機能停止 | 月奏～ツキカナデ |
| EXEC_RIG=VEDA/.       | 第3章謬露敞開心房時即興編織的詩                   | 月奏～ツキカナデ |
| EXEC_PHANTASMAGORIA/. | 結尾中歐麗卡、彌紗及修蕾麗亞集結眾人思念的詩      | 月奏～ツキカナデ |

## 關連商品
- サウンドトラック
  - アルトネリコ 世界の終わりで詩い続ける少女 オリジナルサウンドトラック
- ボーカルCD
  - 月奏～ツキカナデ -Ar tonelico Hymmnos concert Side 紅-
  - 星詠～ホシヨミ -Ar tonelico Hymmnos concert Side 蒼-
  - RAKA（志方あきこの2NDアルバム）　收錄主題歌「謳う丘」的完整版。
- ドラマCD
  - ドラマCD アルトネリコ 第1巻 side.オリカ
  - ドラマCD アルトネリコ 第2巻 side.彌紗
  - ドラマCD アルトネリコ 第3巻 side.シュレリア
  - ドラマCD アルトネリコ 第4巻 side.Extra
  - ヒュムノスミュージカル クレア～そよかぜの約束～
  - ヒュムノスミュージカル スピカ～心が紡ぐ贈りもの～
- ノベライズ - SB創意・GA文庫刊。
  - アルトネリコ　世界の終わりで詩い続ける少女（田中桂）

## 外部鍵接
- 魔塔大陸系列總合情報網站（日語）
- 魔塔大陸官方網站（日語）